# Poinsot (cráter)

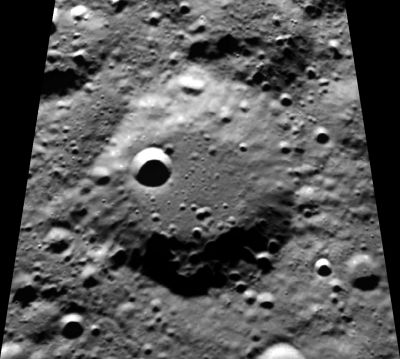
Fotografía de la misión Clementine (1994)

Poinsot es un desgastado cráter de impacto perteneciente a la parte norte de la cara oculta de la Luna. Se encuentra al sur de la llanura amurallada de Rozhdestvenskiy. Al sur se halla cráter Heymans, algo más pequeño.
|  |

Esta formación ha sido muy desgastada por impactos posteriores, dejando un borde exterior redondeado casi coincidente con el terreno circundante y una superficie interior, que desciende hasta la plataforma sin terrazas u otros elementos horizontales. Numerosos pequeños cráteres marcan su contorno, las paredes internas y la superficie a nivel interior. La planta carece de un pico central en su punto medio, pero posee un pequeño pero notable cráter que se extiende junto a la pared interior occidental.

## Cráteres satélite
Por convención estos elementos son identificados en los mapas lunares poniendo la letra en el lado del punto medio del cráter que está más cercano a Poinsot.
|         | \| Poinsot \| Coordenadas \| Diámetro \| \| ------- \| ------------------------------- \| -------- \| \| E \| 80°12′N 129°48′O / 80.2, -129.8 \| 25 km \| \| K \| 77°36′N 141°18′O / 77.6, -141.3 \| 16 km \| \| P \| 77°12′N 149°42′O / 77.2, -149.7 \| 27 km \| |          |
| Poinsot | Coordenadas | Diámetro |
| E       | 80°12′N 129°48′O / 80.2, -129.8 | 25 km    |
| K       | 77°36′N 141°18′O / 77.6, -141.3 | 16 km    |
| P       | 77°12′N 149°42′O / 77.2, -149.7 | 27 km    |